# Taiping dao
Taiping dao (太平道) ou Voie de la grande paix, fondée par Zhang Jiao accompagné de ses frères Zhang Bao et Zhang Liang, est avec l’École des cinq boisseaux de riz l’une des deux premières sectes taoïstes connues. Basée entre autres sur le canon de Taiping, dont elle tire son nom, elle émerge en 167 au Shandong et s’étend rapidement dans les provinces du Henan, Hebei, Jiangsu, Anhui et Hubei. En 184, Zhang Jiao lance l’insurrection des Turbans Jaunes qui accélèrera la chute des Han. Démantelée par la répression, l’école subsiste dans la clandestinité et provoque encore des révoltes jusqu’en 192 au moins. 
Le taoïsme des siècles suivants lui doit certaines de ses pratiques, comme la couleur jaune du costume clérical de quelques courants ou la canne cérémonielle à neuf sections. Apparu dans les siècles ultérieurs, le courant Mingjiao inspiré du manichéisme se réclamera également de Zhang Jiao.

## Le canon Taiping
Le canon de Taiping ou Taipingjing , dont selon le Livre des Han postérieurs Zhang Jiao faisait grand cas, a pour nom complet Taiping qinglingshu  ou Livre du pur domaine de la grande paix. Cinquante-sept fascicules sur les cent soixante-dix d’origine sont préservés dans le Canon taoïste des Ming. Il est mentionné dans le Livre des Han postérieurs comme un ouvrage d’auteur inconnu. Sous Shundi, un dénommé Gong Chong le présenta à l’empereur, prétendant que son maître Yu Ji l’avait reçu d’un dieu nommé l’Essence rouge à la source de Quyang au Shandong. Comme beaucoup de divinités mentionnées dans les textes Han ou antérieurs, ce dieu a disparu du culte sans guère laisser de trace et n'est plus connu des Chinois contemporains qu'à travers ses apparitions dans le roman Ming L'Investiture des dieux. En 200, Sun Ce ordonnera l’arrestation et l’exécution d'un homme prétendant être Yu Ji, pour ses activités religieuses « semant le trouble dans l’esprit du peuple » ; il s'agissait certainement d'un imposteur. 
Les spécialistes estiment que le Taipingjing pourrait découler du Tianguanli baoyuan taipingjing  en douze fascicules rédigé sous Chengdi (32–7 av. J.-C.) par Gan Zhongke, originaire du Shandong comme Yu Ji et Gong Chong. Perdu, on sait du moins qu’il prédisait un changement dynastique. Il aurait été progressivement enrichi avant d’être présenté à la cour sous sa forme définitive. 
Par ailleurs, les catalogues taoïstes portent la mention d’un Taipingdongjijing  en cent quarante-quatre fascicules entièrement disparu, attribué à Zhang Ling, fondateur des Cinq boisseaux. Certains, comme le sinologue Rao Zongyi, estiment qu'il s'agissait du Taipingjing ou d'une adaptation.

## L’école

### Structure
L’école Taiping offre une certaine similitude avec les Cinq boisseaux. Toutes deux constituent des structures autant administratives que cultuelles, comblant sans doute un manque né de la faiblesse de l’administration impériale dans la seconde moitié des Han postérieurs. Leur culte est centré sur la protection contre les maladies et les calamités obtenue grâce aux talismans et au repentir des fautes. Néanmoins, leurs panthéons et leurs textes de référence diffèrent (au moins en partie), de même que leur position vis-à-vis du pouvoir. Alors que l’école des Cinq boisseaux basée au Sichuan jouit de l’indépendance de fait loin de la capitale, l’école Taiping semble depuis l’origine viser le renversement de la dynastie Han pour faire advenir le « règne de la grande paix ».
Les fidèles taiping sont regroupés en fang , « orients » de six à dix mille personnes, qui constitueront la structure des troupes des Turbans Jaunes. Au nombre de trente-six, ils sont dirigés par des « grands maîtres » . À la tête est Zhang Jiao qui se nomme « grand sage et excellent maître » . Lors de l’insurrection il sera « général du ciel » , ses deux frères « général de la terre »  et « général des humains » , couvrant ainsi les trois mondes qui composent l’univers.

### Idéologie et pratiques
Si l’idéologie de la secte peut être déduite de celle des fragments du canon Taiping qui nous reste, il s’agit d’un échantillon assez complet des idées religieuses, philosophiques et cosmologiques de l’époque : croyance aux immortels et aux sorciers, pratiques alimentaires et gymnastiques de longue vie yangsheng , yin-yang, cinq éléments, interaction du Ciel et de l'homme et huanglao.
L’univers est né du qi primordial. Les êtres humains sont formés de trois éléments : l’essence jing  le souffle qi et l’esprit shen  ; il faut les respecter et chacun peut accéder à l’immortalité en s’aidant de techniques respiratoires appelées « absorption du souffle »  ou « respiration embryonnaire » . 
La divinité suprême des Taiping est le Ciel, sous lequel on trouve neuf niveaux de dieux. Lors des rituels de guérison présidés par le maître armé de la canne cérémonielle, le fidèle s’incline et confesse ses fautes avant d’absorber de l’eau dans laquelle a été dissous un papier inscrit de caractères magiques. La conduite est d’autant plus importante que la rétribution des bonnes ou mauvaises actions peut s'étendre sur cinq générations

### Insurrection
Certains concepts de l’époque développés dans le canon ont influencé les projets politiques de Zhang Jiao : la théorie des cinq éléments et les principes exposés par Zou Yan selon lesquels une dynastie en remplace une autre, ainsi que la croyance à l’effet des actes du souverain sur le destin du pays. La voie de la grande paix est clairement citée dans le Taipingjing : « La voie de la grande paix [...] c’est la richesse du pays, la volonté du Ciel.. ». Pour mieux marquer le renouveau, Zhang Jiao choisit comme début de la révolte le cinquième jour du troisième mois lunaire de l’an un de l’ère Zhongping (184). Cette date correspondait en effet à un jour jiazi  d’une année jiazi, or jiazi est le début du cycle sexagésimal qui décompte les années. Le mot d’ordre était : « Le ciel est mort, c’est l’avènement du ciel jaune, l’année jiazi sera faste » . Le ciel jaune représente les Taiping. Selon la théorie des cinq éléments, au feu (nature de la dynastie Han) succède la terre dont la couleur est le jaune, certains y voient donc la raison du choix de cette teinte par Zhang Jiao. Néanmoins, cette explication ne fait pas l'unanimité.